# 鬼磨坊
《鬼磨坊》（德語：Krabat）是由德國作家奧飛·普思樂於1971年發表的長篇奇幻小說。

## 劇情簡介
卡巴拉特（Krabat）是一名14歲，平時靠著乞討維生的少年。某日在睡夢中，他看到身旁聚集著十一隻烏鴉的男子在招喚著他前去一間磨坊。
好奇的卡巴拉特在前往睡夢中的地點後，隨後被要求在磨坊裡擔任學徒。之後卡巴拉特得知該磨坊實際是間私人魔法學校，而磨坊的男主人即為一位法力強大魔法師。
在磨坊期間卡巴拉特雖習得各種法術，但也被磨坊主人給限制自由，並且每年得依魔法契約規定必須要從眾學徒裡犧牲一人性命。之後為了自身自由以及替死去的弟兄復仇，卡巴拉特便在磨坊的生活期間裡等待時機。

## 改編
德國動畫家卡雷爾·澤曼於1977年有將此小說改編成動畫上映。真人電影版則在2008年推出，劇中的主角卡巴拉特是由德國男演員大衛·克勞斯擔任。

## 引用
日本動畫導演宮崎駿在2001發行的動畫電影《神隱少女》，部份劇情架構引用了一些《鬼磨坊》裡的元素。而德國搖滾樂團ASP有以此小說為靈感，在2008推出與小說內容相關的音樂專輯《巫師與弟兄》（Zaubererbruder）。

## 外部連結
- 奧飛·普思樂官方網站上的《鬼磨坊》書籍介紹 （页面存档备份，存于）（德文）